# 薩拉斯區 (蘭巴耶克省)
6°16′27″S 79°36′36″W / 6.2743°S 79.6099°W
薩拉斯區（西班牙語：Distrito de Salas），是秘魯的一個區，位於該國西北部蘭巴耶克大區的蘭巴耶克省，面積991.8平方公里，海拔高度190米，2005年人口14,035，人口密度每平方公里14人。